# Нертера
Нертера (лат. Nertera)  — род цветковых растений семейства Мареновые (Rubiaceae), представители которого относятся к числу почвопокровных растений.

## Название
Название рода происходит от греческого слова nerteros, что означает «низкий» или «небольшой».

## Ареал
Природный ареал этого рода — Мадагаскар, территории от тропической и субтропической Азии до Тихого океана, Карибский бассейн, а также регионы от Мексики до южной части Южной Америки и субантарктические острова.

## Описание
Nertera balfouriana
Представители рода — многолетние, неветвистые, наземные травы, иногда зловонные при повреждении, часто ползучие и укореняющиеся в узлах. Листья супротивные, обычно утолщенные по краям; малая жилка нелинейная; прилистники сросшиеся с черешками, треугольные или двузубчатые.
Цветки обоеполые, пазушные и верхушечные, одиночные, прицветниковые, сидячие или на короткой цветоножке; чашечка отгиба усеченная, 4-лопастная или редуцированная. Венчик зеленовато-белый, белый или розовый, воронкообразный, внутри голый; лепестков 5, в бутоне створчатые. Тычинок 4, вставлены у основания трубки венчика, выступающие; нити развиты; пыльники фиксированные. Завязь 2- или 4-гнездная; рыльцев 2 или 4, линейные, выступающие. Плоды оранжевые, красные или черные, костянки, яйцевидные или шаровидные, мясистые; каждый с одним семенем, плоско-выпуклые; семена среднего размера, от эллипсовидных до плоско-выпуклых.

## Разведение в комнатных условиях
При выращивании нертеры дома зимой могут возникнуть трудности, так как растение может не перейти в период покоя, вытягиваться и терять декоративный вид.

## Таксономия
Nertera Banks ex Gaertn., первое упоминание в Fruct. Sem. Pl. 1: 124 (1788).

### Синонимы
- Cunina Gay
- Erythrodanum Thouars
- Gomozia Mutis ex L.f.
- Peratanthe Urb.

### Виды
Согласно данным сайта WFO Plant List на июнь 2024 года, род состоит из 10 видов:
- Nertera balfouriana Cockayne
- Nertera ciliata Kirk
- Nertera cunninghamii Hook.f.
- Nertera dichondrifolia (A.Cunn.) Hook.f.
- Nertera granadensis (Mutis ex L.f.) Druce — Нертера гренадская
- Nertera holmboei Christoph.
- Nertera nigricarpa Hayata
- Nertera scapanioides Lange
- Nertera sinensis Hemsl.
- Nertera villosa B.H.Macmill. & R.Mason

Таксоны находящиеся в статусе рассмотрения:
- Nertera hirsuta B.Boivin
- Nertera major (Thouars) I.M.Turner